# Ciclo dos Criadores de Gado

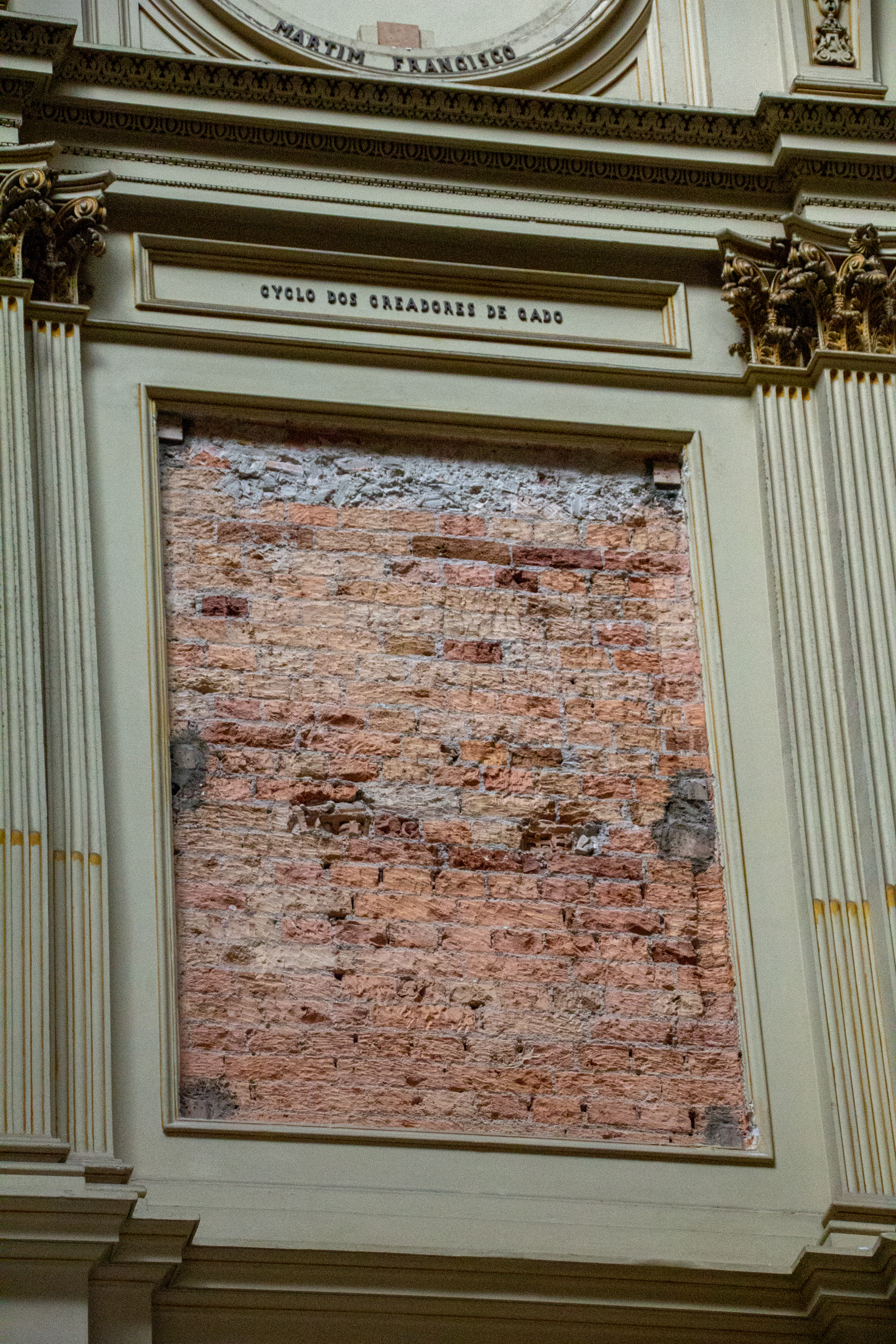
Espaço reservado na parede da escadaria.

Ciclo dos Criadores de Gado é uma pintura de João Batista da Costa. A obra é do gênero pintura histórica e encontra-se sob a guarda do Museu Paulista da USP. Criada em 1925, a obra foi encomendada em 1923 por Afonso d'Escragnolle Taunay, então diretor do Museu Paulista, e retrata uma paisagem, três homens, um deles escravizado, um cavalo e gado bovino. Está localizada na Escadaria monumental do Museu Paulista da USP, ao lado da mão esquerda da estátua de Dom Pedro I.

## Descrição
A obra é um óleo sobre tela de 222 centímetros de altura por 152 centímetros de largura e faz parte de Coleção Fundo Museu Paulista, sob o número de inventário 1-19542-0000-0000.
O quadro retrata um calmo diálogo entre dois colonos, vestidos com roupas típicas, assistido por um escravo negro, tendo como segundo plano um grupo de animais. Taunay descreveu a Batista da Costa em uma carta em 18 de julho de 1923 claramente como desejava que a tela fosse composta, tal como fez com outros artistas de quem encomendou obras. O objetivo do painel, segundo Taunay, era lembrar da ação dos bandeirantes paulistas criadores de gado que fundaram grandes fazendas no Alto São Francisco em Minas Gerais, Bahia e Piauí. Taunay instruiu Batista da Costa sobre os elementos da paisagem, como a casa de fazenda, a boiada e a vegetação escassa e sobre as figuras em destaque: Um homem alto musculoso bronzeado pelo Sol com uma barba grande, ao estilo de Domingos Jorge Velho de Benedito Calixto, negros e indígenas seminus com chapéu de palha ao lado deste e um cavalo encilhado.

## Contexto
O ciclo dos criadores de gado é fruto de uma encomenda realizada por Afonso d'Escragnolle Taunay a vários artistas que considerava consagrados. Como diretor do Museu Paulista na época, organizou um acervo especial em comemoração ao Centenário da Independência do Brasil em 1922, buscando representações de ciclos econômicos da História Nacional.
A pintura integra o projeto de Taunay para representação das quatro fases capitais da história nacional ao lado dos painéis Ciclo do ouro, de Rodolfo Amoedo, Ciclo da caça ao índio, de Henrique Bernardelli e Tomada de posse da Amazônia por Pedro Teixeira, de Fernandes Machado. Taunay se correspondia com os artistas que havia contratado, dando-lhes diretrizes para que as obras não fossem baseadas em suas próprias interpretações artísticas, em uma tentativa de produzir quadros que considerava de teor histórico.